# 第四章：庇護所
〈第四章：庇護所〉（英語：Chapter 4: Sanctuary）是美國太空歌劇網路電視劇《曼達洛人》第一季的第四集，本集由整劇的節目統籌強·法夫洛編劇，布萊絲·達拉斯·霍華執導，於2019年11月29日在Disney+上線。佩德羅·帕斯卡領銜出演男主角曼達洛人，他是一名孤獨的槍手和賞金獵人，想方設法將孩子隱藏起來。

## 劇情
為躲避賞金獵人們的追捕，曼達洛人帶著孩子來到人跡稀少的索爾根星球，這裡的大面積土地被森林覆蓋。在當地的酒館，曼達洛人遇到前反抗軍震擊士兵卡拉·鄧恩。銀河帝國被推翻後，她成為一名僱傭兵。鄧恩不信任曼達洛人，要求他盡快離開。曼達洛人只好回到自己的飛船「刀鋒之巔」，即將準備離去之時，他接到兩名世代居住於此的漁民求助。他們希望僱傭曼達洛人驅逐不時前來騷擾劫掠的克拉圖因人。曼達洛人有意將孩子安置在此遠離人煙之地，於是答應了他們，並用他們提供的佣金邀請鄧恩前來幫忙。來到他們的居住地，名為奧梅拉的孀婦招待了曼達洛人和鄧恩。兩人查看地形時發現掠奪者克拉圖因人擁有銀河帝國的機器人步行機AT-ST，步行機上擁有重型武器。
因為敵我力量懸殊，他們首先希望部落居民離開此地，搬遷到別處，被居民們拒絕。曼達洛人和鄧恩開始訓練居民使用武器，並指導居民在魚塘內挖掘陷坑。曼達洛人和鄧恩主動騷擾掠奪者的領地，吸引他們協同AT-ST發起攻擊。AT-ST在魚塘邊停了下來，開啟武器掃射對方。在曼達洛人的火力掩護下，鄧恩接近AT-ST，射中了它的一隻「眼睛」。隨後AT-ST進入陷坑，倒下後不能動彈。曼達洛人將熱能榴彈扔進步行機內，將其炸毀。克拉圖因人倉皇逃跑。一名賞金獵人跟蹤孩子來到此處，在他擊殺孩子之前，鄧恩殺死了他。曼達洛人看到此處未必安全，他不得已帶上孩子繼續上路。

## 製作

### 開發
本集由節目統籌強·法夫洛執筆編劇，布萊絲·達拉斯·霍華執導，她是《星際大戰》真人影視系列的第二位女導演，她的父親朗·霍華為《星際大戰》系列外傳電影《星際大戰外傳：韓索羅》的導演。布萊絲透露本集中依然戴著面具的曼達洛人是由特技替身演員布倫丹·韋恩（Brendan Wayne）和拉夫·克羅德出演，佩德羅·帕斯卡由於其他工作未參與拍攝。

### 選角
2018年11月，吉娜·卡拉諾確定出演《曼達洛人》。朱莉婭·瓊斯客串出演奧梅拉。伊斯拉·法里斯（Isla Farris）出演奧梅拉的女兒溫塔。阿西夫·阿里（Asif Ali）和尤金·科德羅分別出演索爾根星球的農民卡賓和斯托克。布倫丹·韋恩（Brendan Wayne）和拉夫·克羅德是佩德羅·帕斯卡的特技替身演員。孩子的動作由多名傀儡师完成。

### 音樂
| 評論得分 | 評論得分 |
| 來源     | 評分     |
| -------- | -------- |
| Allmusic | [ 13 ]   |

《曼達洛人》的音樂原聲帶由魯德溫·葛瑞森作曲，每集相應的音樂原聲帶數字版於播出當日在亞馬遜和iTunes上發行。
| 曲序     | 曲目                | 时长  |
| -------- | ------------------- | ----- |
| 1.       | The Ponds of Sorgan | 3:09  |
| 2.       | Off the Grid        | 1:47  |
| 3.       | Can I Feed Him?     | 3:34  |
| 4.       | Training the Plebs  | 3:10  |
| 5.       | Camp Attack         | 2:22  |
| 6.       | Spirit of the Woods | 5:10  |
| 7.       | Stay                | 2:21  |
| 8.       | Mando Says Goodbye  | 1:20  |
| 总时长： | 总时长：            | 22:53 |

## 迴響
〈第四章：庇護所〉受到了正面好評。本集在影視匯總媒體點評網站爛番茄上獲得92%的新鮮度，7.38/10分（24位劇評人）。該網站對本集的關鍵共識寫道：「在布萊絲·達拉斯·霍華巧妙執導下，揭開曼達洛人金屬盔甲下充滿人性的一面」。網站的編輯布萊恩·楊（Bryan Young）將本集的主線劇情類比與黑澤明的電影1954年電影《七武士》。

## 資料來源
1. ↑  Kane, Alex. . USA Today. Gannett. 2019-11-29  [2019-11-29]. （原始内容存档于2019-12-06）.
2. ↑  . Writers Guild of America West.   [2019-11-29]. （原始内容存档于2019-11-01）.
3. ↑  Maidy, Alex. . JoBlo.com. 2019-11-29  [2019-11-29]. （原始内容存档于2019-11-30）.
4. ↑  Tyler, Jacob. . Geeks WorldWide. 2019-10-18  [2019-11-29]. （原始内容存档于2019-10-23）.
5. ↑  Venable, Nick. . Cinema Blend. 2019-12-03  [2020-07-03]. （原始内容存档于2020-06-28）.
6. ↑  Agar, Chris. . Screen Rant. Valnet, Inc. 2019-08-20  [2019-11-30]. （原始内容存档于2019-09-14）.
7. ↑  Sharf, Zack. . IndieWire. Penske Media Corporation. 2019-12-09  [2019-12-21]. （原始内容存档于2020-04-06）.
8. ↑  Kit, Borys. . The Hollywood Reporter. Valence Media. 2019-11-14  [2019-11-14]. （原始内容存档于2018-11-15）.
9. ↑  Boucher, Geoff; Boucher, Geoff. . 2019-09-06  [2020-07-03]. （原始内容存档于2019-11-29）.
10. 1 2  . . 第1季. 第4集. 2019-11-29. Disney+.
11. ↑  Miller, Liz Shannon. . Vulture. 2019-12-09  [2019-12-09]. （原始内容存档于2019-12-09）.
12. ↑  Spencer, Samuel. . newsweek.com. 2019-12-02  [2020-06-28]. （原始内容存档于2019-12-08）.
13. ↑  The Mandalorian: Chapter 4 [Original Score]在Allmusic上的頁面. [2020-07-02].
14. ↑  . Apple Music. Apple Inc. 2019-11-29  [2019-12-05]. （原始内容存档于2019-12-04）.
15. ↑  . Rotten Tomatoes. Fandango.   [2020-05-05]. （原始内容存档于2020-01-14）.
16. ↑  Young, Bryan. . /Film. 2019-11-29  [2019-12-05]. （原始内容存档于2019-12-22）.

## 外部連結
- 官方网站
- 互联网电影数据库上第四章：庇護所的资料（英文）
- Wookieepedia上的相关条目：〈第四章：庇護所〉